# فرد فورد (عازف جاز)
فرد فورد (بالإنجليزية: Fred Ford)‏ هو عازف جاز أمريكي، ولد في 14 فبراير 1930، وتوفي في 26 نوفمبر 1999 بسبب سرطان الرئة.